# Vabres (Cantal)
Vabres é uma comuna francesa na região administrativa de Auvérnia-Ródano-Alpes, no departamento de Cantal. Estende-se por uma área de 18,62 km². Em 2010 a comuna tinha 255 habitantes (densidade: 13,7 hab./km²).